# Soratiri
Soratiri (auch: Surutiri) ist eine Ortschaft im Departamento Potosí im Hochland des südamerikanischen Andenstaates Bolivien.

## Lage im Nahraum
Soratiri liegt in der Provinz Chayanta und ist der neuntgrößte Ort des Cantón Chairapata im Municipio Ocurí. Die Ortschaft liegt in einer Höhe von 4238 m am linken, südlichen Ufer des Río Chulunu Jama, der hier in westlicher Richtung fließt und über den Río Tomayauri, den Río Jachcha Kallpa und den Río Colquechaca zum Flusssystem des Río Chayanta gehört.

## Geographie
Soratiri liegt zwischen dem bolivianischen Altiplano im Westen und der Anden-Gebirgskette der Cordillera Central im Osten. Das Klima der Region ist ein typisches Tageszeitenklima, bei dem die mittlere Temperaturschwankung zwischen Tag und Nacht deutlicher ausfällt als zwischen Sommer und Winter.
Die Jahresdurchschnittstemperatur im langjährigen Mittel liegt bei etwa 4 °C (siehe Klimadiagramm Colquechaca), die Monatswerte bewegen sich zwischen 0 °C im Juni/Juli und 6 °C von November bis Januar. Die jährliche Niederschlagsmenge beträgt 460 mm, von Mai bis August herrscht eine Trockenzeit von monatlich weniger als 5 mm Niederschlag, während die Niederschlagshöhe im Januar und Februar etwa 100 mm erreicht.

## Verkehrsnetz
Soratiri liegt in einer Entfernung von 173 Straßenkilometern nördlich von Potosí, der Hauptstadt des gleichnamigen Departamentos.
Von Potosí aus führt die Nationalstraße Ruta 1 in nördlicher Richtung über Tarapaya, Yocalla und Cruce Culta weiter nach Oruro und El Alto, der Nachbarstadt von La Paz, und nach Desaguadero am Titicacasee.
In Cruce Culta (früher: Ventilla) zweigt eine unbefestigte Landstraße von der Hauptstraße in nördlicher Richtung ab und erreicht nach 38 Kilometern die Ruta 6 zwei Kilometer nördlich von Macha. Die Ruta 6 führt von hier aus weiter in südöstlicher Richtung über Tomaycuri, Soratiri und Ocurí nach Sucre. In Soratiri zweigt in nördlicher Richtung eine Landstraße nach Colquechaca ab.

## Bevölkerung
Die Einwohnerzahl der Ortschaft betrug im Jahr 2012 bei der letzten Volkszählung 91 Einwohner. Bei vorherigen Volkszählungen war die Ortschaft nicht als eigenständig notiert:
| Jahr | Einwohner         | Quelle       |
| ---- | ----------------- | ------------ |
| 1992 | keine Detaildaten | Volkszählung |
| 2001 | keine Detaildaten | Volkszählung |
| 2013 | 91                | Volkszählung |
| 2024 |                   | Volkszählung |

Die Region weist einen hohen Anteil an Quechua-Bevölkerung auf, im Municipio Ocurí sprechen 98,5 Prozent der Bevölkerung Quechua. (2001)